# Jan de Bont
Pour les articles homonymes, voir De Bondt.
Jan de Bont est un réalisateur, directeur de la photographie et producteur néerlandais, né le 22 octobre 1943 à Eindhoven, dans le Brabant-Septentrional.

## Biographie
Jan de Bont étudie le cinéma à Amsterdam et s'intéresse à tous les métiers de la discipline. Après avoir réalisé quelques courts métrages et documentaires, il se tourne vers la photographie puis choisit de se spécialiser comme chef opérateur.
En 1970, il est engagé par Paul Verhoeven pour son court métrage Le Lutteur. Il participe ensuite à six films du réalisateur : Business is Business (1971), Turkish Délices (1973), Katie Tippel (1975), Le Quatrième Homme (1983), La Chair et le Sang (1985) et Basic Instinct (1990).
À partir des années 1980, il s'impose aux États-Unis comme un directeur de la photographie de premier plan et travaille sur plusieurs grosses productions : Le Diamant du Nil (1985) de Lewis Teague, Piège de cristal (1988) de John McTiernan — qui lui permet de voir sa renommée devenir internationale —, Black Rain (1989) de Ridley Scott, À la poursuite d'Octobre rouge (1990) de John McTiernan et L'Arme fatale 3 (1992) de Richard Donner.
Fort de ces succès, il passe à la réalisation en 1994 avec le film d'action Speed. Le long métrage s'avère être un succès critique et commercial. Il récolte plus de 350 millions de dollars au box-office mondial et révèle les quasi inconnus Sandra Bullock et Keanu Reeves.
Steven Spielberg lui confie ensuite la mise en scène de Twister, un projet qu'il produit. Le film, doté d'un budget de 92 millions de dollars et porté par Bill Paxton et Helen Hunt, est un succès commercial de l'été 1996. Il engrange près de 495 millions de dollars au niveau mondial et n'est battu que par Independence Day de Roland Emmerich.
En 1997, de Bont réalise Speed 2 : Cap sur le danger. Mais Keanu Reeves refuse les 10 millions de dollars qui lui sont proposés pour reprendre son rôle et préfère incarner le partenaire d'Al Pacino dans le thriller fantastique L'Associé du diable de Taylor Hackford. Sandra Bullock accepte de revenir et s'impose comme la tête d'affiche, secondée par Jason Patric. Le film est un échec critique et commercial et récolte moins de 50 millions de dollars sur le sol américain pour 160 millions investis. De plus, il rapporte au niveau mondial deux fois moins que le premier volet, alors qu'il dispose d'un budget cinq fois supérieur.
Le réalisateur change alors de registre et met en scène le film d'horreur Hantise en 1999. Le long métrage est un succès commercial, récoltant près de 177 millions de dollars au box-office mondial. Mais les critiques sont là encore catastrophiques et le film reçoit cinq Razzie Awards : plus mauvais film, plus mauvais réalisateur, plus mauvais scénario, plus mauvaise actrice pour Catherine Zeta-Jones et plus mauvais couple pour Lili Taylor et Catherine Zeta-Jones.
En 2002, le cinéaste revient au cinéma d'action avec Lara Croft : Tomb Raider, le berceau de la vie, suite de Lara Croft : Tomb Raider (2001) de Simon West. Le film fonctionne au box-office, récoltant plus de 156 millions de dollars au niveau mondial pour un budget estimé à 95 millions. Angelina Jolie, qui interprète le rôle-titre, refuse néanmoins de conclure la trilogie.
Depuis ce long métrage, Jan de Bont n'a plus réalisé de film. Il a préféré se retirer de l'industrie cinématographique et se consacrer à la photographie. Il a aussi travaillé dans un musée.

### Vie privée
De 1973 à 1988, il fut marié avec l'actrice Monique van de Ven.

## Filmographie

### Directeur de la photographie

#### Années 1960
- 1965 : Ik kom wat later naar Madra de Adriaan Ditvoorst
- 1966 : Body and Soul de Rene Daalder
- 1966 : De Minder gelukkige terugkeer van Joszef Katus naar het land van Rembrandt de Wim Verstappen
- 1966 : Bah, september de Ruud van Hemert (téléfilm)
- 1967 : Lichaam en ziel 2 de Rene Daalder
- 1967 : Paranoia de Adriaan Ditvoorst
- 1969 : Carna de Adriaan Ditvoorst
- 1969 : Baby in de boom de Nouchka van Brakel
- 1969 : De blanke Slavin de Rene Daalder
- 1969 : Drop-out de Wim Verstappen

#### Années 1970
- 1970 : De worstelaar de Paul Verhoeven
- 1970 : Een winterliefde de Frans Rasker
- 1971 : Blue Movie de Wim Verstappen
- 1971 : Business is Business (Wat zien ik) de Paul Verhoeven
- 1972 : Kapsalon de Frans Rasker
- 1972 : João en het mes de George Sluizer
- 1973 : De blinde Fotograaf de Adriaan Ditvoorst
- 1973 : Turkish Délices (Turks Fruit) de Paul Verhoeven
- 1973 : The Family de Lodewijk de Boer
- 1974 : Pas de deux de John Hartnett
- 1974 : Dakota de Wim Verstappen
- 1975 : Katie Tippel (Keetje Tippel) de Paul Verhoeven
- 1975 : De laatste trein (ou Blockpost) de Erik van Zuylen
- 1976 : Max Havelaar (Max Havelaar of de koffieveilingen der Nederlandsche handelsmaatschappij) de Fons Rademakers
- 1978 : Formula uno, febbre della velocità de Ottavio Fabbri, Mario Morra et Oscar Orefici

#### Années 1980
- 1981 : Leçons très particulières (Private Lessons) de Alan Myerson
- 1981 : Roar de Noel Marshall
- 1982 : Breach of Contract de Andre R. Guttfreund
- 1982 : I'm Dancing as Fast as I Can de Jack Hofsiss
- 1983 : À la limite du cauchemar (Night Warning) de William Asher
- 1983 : Le Quatrième Homme (De Vierde man) de Paul Verhoeven
- 1983 : Cujo de Lewis Teague
- 1983 : L'Esprit d'équipe (All The Right Moves) de Michael Chapman
- 1983 : Sadat de Richard Michaels
- 1984 : Une Américaine à Paris (American Dreamer) de Rick Rosenthal
- 1985 : Heart of a Champion: The Ray Mancini Story de Richard Michaels
- 1985 : La Chair et le Sang (Flesh & Blood) de Paul Verhoeven
- 1985 : Le Diamant du Nil (The Jewel of the Nile) de Lewis Teague
- 1986 : Le Clan de la caverne des ours (The Clan of the Cave Bear) de Michael Chapman
- 1986 : Y a-t-il quelqu'un pour tuer ma femme ? (Ruthless People) de Jim Abrahams, David Zucker et Jerry Zucker (ZAZ)
- 1987 : Who's That Girl de James Foley
- 1987 : Leonard Part 6 de Paul Weiland
- 1988 : Piège de cristal (Die Hard) de John McTiernan
- 1989 : Bert Rigby, You're a Fool de Carl Reiner
- 1989 : Black Rain de Ridley Scott

#### Années 1990
- 1990 : Parker Kane de Steve Perry (téléfilm)
- 1990 : À la poursuite d'Octobre Rouge (The Hunt for Red October) de John McTiernan
- 1990 : L'Expérience interdite (Flatliners) de Joel Schumacher
- 1992 : Une lueur dans la nuit (Shining Through) de David Seltzer
- 1992 : Basic Instinct de Paul Verhoeven
- 1992 : L'Arme fatale 3 (Lethal Weapon 3) de Richard Donner
- 1992 : Dédoublement de personnalité (Split Personality) de Joel Silver, épisode de la série Les Contes de la crypte (Tales from the Crypt)

### Réalisateur
- 1994 : Speed
- 1996 : Twister
- 1997 : Speed 2 : Cap sur le danger (Speed 2: Cruise Control)
- 1999 : Hantise (The Haunting)
- 2003 : Lara Croft : Tomb Raider, le berceau de la vie (Lara Croft Tomb Raider: The Cradle of Life)

### Producteur
- 1998 : SLC Punk! de James Merendino (producteur délégué)
- 2002 : Minority Report de Steven Spielberg (producteur)
- 2002 : Equilibrium de Kurt Wimmer (producteur)
- 2003 : La Voix des crimes (Thoughtcrimes) de Breck Eisner (producteur délégué)